# Titanio paschalis
Titanio paschalis là một loài bướm đêm trong họ Crambidae.